# Sphingnotus
Sphingnotus es un género de escarabajos longicornios de la tribu Tmesisternini. Fue descrito por Benoît-Philibert Perroud en 1855.

## Especies
- Sphingnotus dunningi costipennis Breuning, 1950
- Sphingnotus dunningi gazellus Gressitt, 1984
- Sphingnotus dunningi Pascoe, 1868
- Sphingnotus dunningi regius Kriesche, 1928
- Sphingnotus insignis albertisii Gestro, 1876
- Sphingnotus insignis ammiralis Breuning, 1945
- Sphingnotus insignis Perroud, 1855
- Sphingnotus mirabilis (Boisduval, 1835)
- Sphingnotus mirabilis admirabilis Kriesche, 1923
- Sphingnotus mirabilis keyensis Schwarzer, 1924
- Sphingnotus mirabilis mniszechii Perroud, 1855
- Sphingnotus mirabilis salomonus Breuning, 1945
- Sphingnotus mirabilis splendens Gressitt, 1984
- Sphingnotus mirabilis voitsekhovskii Voitsekhovskii, 2020